# Laukiz
Laukiz è un comune spagnolo di 995 abitanti situato nella comunità autonoma dei Paesi Baschi.